# Helena Valley Southeast
Helena Valley Southeast – jednostka osadnicza w Stanach Zjednoczonych, w stanie Montana, w hrabstwie Lewis and Clark.